# 90-й окремий аеромобільний батальйон (Україна)
90-й окремий аеромобільний батальйон імені Героя України старшого лейтенанта Івана Зубкова (90 ОАеМБ в/ч 0641) — формування десантно-штурмових військ Збройних сил України, перебуває у складі 81-ї аеромобільної бригади. Був створений у вересні 2014 року. Дислокується в місті Костянтинівка.
Бійці батальйону наприкінці 2014 — у січні 2015 року брали участь у важких боях за Донецький аеропорт. 30 грудня 2015 року указом Президента України батальйону присвоєно ім'я Івана Зубкова, який відзначився у боях за Донецький аеропорт і загинув там.

## Історія

### Формування
Батальйон створений на базі 95-ї аеромобільної бригади для новостворюваної 81-ї аеромобільної бригади. Комплектувався виключно з добровольців, що самостійно прийшли до військкоматів. Офіційна дата заснування — 16 вересня 2014 року, в цей день вийшов відповідний наказ Міністра оборони України.
Командування батальйоном прийняв майор Кузьміних Олег Володимирович.
Навчання та бойове злагодження особового складу проходило на території 240-го навчального центру (полігону) в Житомирській області.
Наприкінці листопада — початку грудня, після нетривалої підготовки, бійці батальйону були відправлені одразу в Донецький аеропорт.

### Оборона Донецького аеропорту та бої за Піски

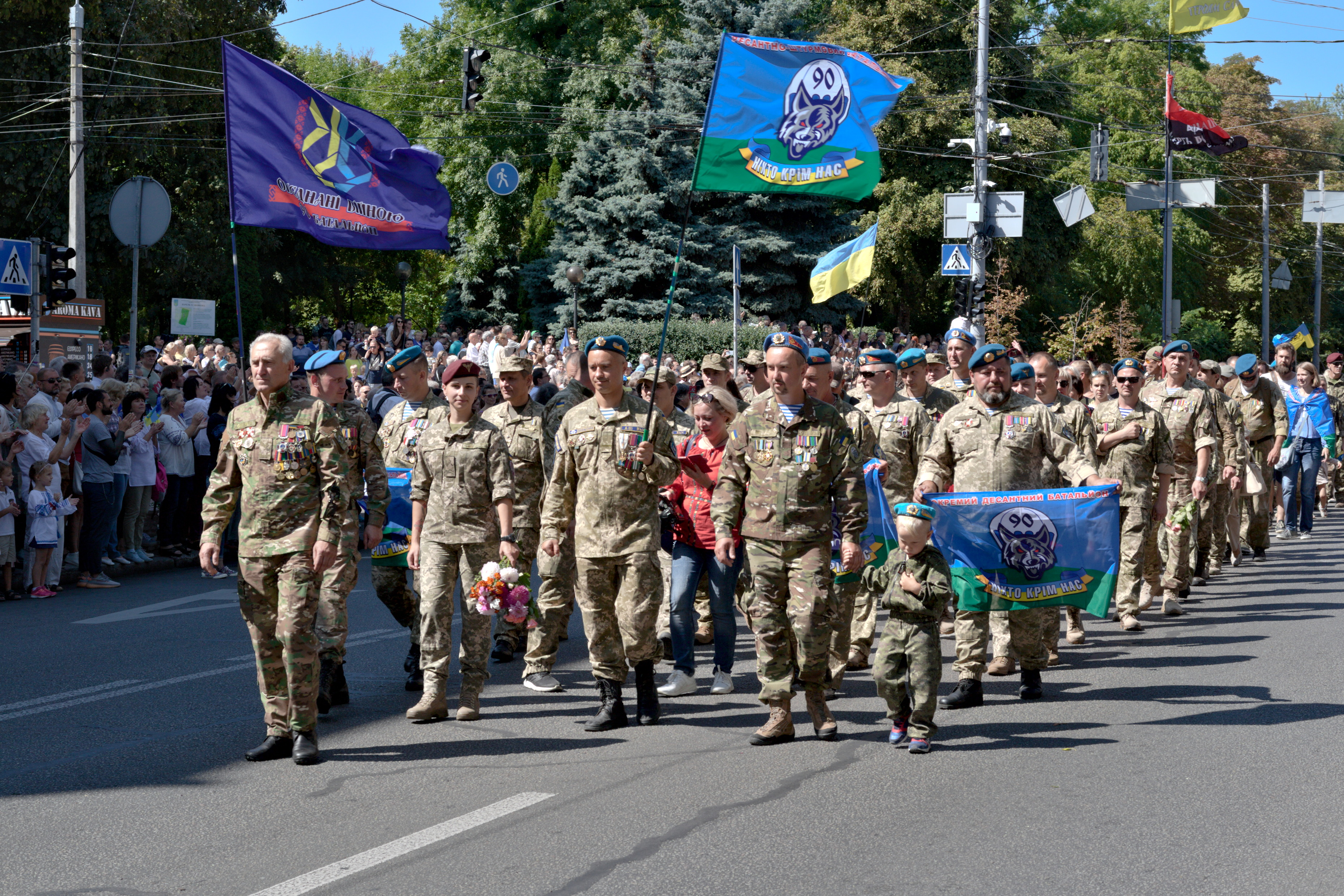
Колона ветеранів 90 ОАеМБ з Віталієм Барановим на чолі. Марш захисників України, 24 серпня 2019 року

Бійці батальйону прибули в Донецький аеропорт на заміну підрозділам 79-ї та 95-ї бригад, які на той час хоч і були краще оснащені державою та стараннями волонтерів, але потребували ротації. В перших же боях бійці 90-го батальйону проявили себе як справжні десантники.
8 грудня при обстрілі терористами Пісків загинули вояки 90-го батальйону старшина Микола Петрученко, старший солдат Сергій Чоп, солдат Андрій Ременюк.
З середини грудня бійці батальйону щоб потрапити в аеропорт змушені були проходити через пункт пропуску сепаратистів, де проходили принизливу процедуру догляду і перевірки, після якої їх неодноразово обстрілювали. Бійці провозили гранати й набої в покришках і в подвійному дні. Перед новим роком бійців батальйону замінили інші підрозділи, але вже через 2,5 тижні їх відправили назад для підсилення.
Старший лейтенант Іван Зубков, будучи командиром роти вогневої підтримки батальйону, у січні 2015 року брав участь у деблокуванні підрозділів, що боронили Донецький аеропорт. Під час одного з боїв він викликав вогонь артилерії на себе, прикривши відхід підрозділу. Старший лейтенант загинув унаслідок підриву бойовиками другого поверху нового терміналу ДАПу.
В останні дні оборони Донецького аеропорту 90-й батальйон втратив 22 людей вбитими, 3 — зниклих безвісти та 60 — пораненими. Проросійські сили в ці дні, за даними отриманими від полонених та з радіоперехоплення, втратили сотні загиблими й пораненими.[джерело?]
Після виходу з аеропорту бійці батальйону ще пів року утримали підходи до нього: Опитне, Водяне, Очеретине. Тяжкі бої тривали впритул до Мінська-2. Проте 20 березня сепаратисти пішли на черговий штурм — традиційно зазнали великих втрат і відступили.

## Структура
- 1 штурмова рота
- 2 штурмова рота
- 3 штурмова рота
- 4 штурмова рота
- рота вогневої підтримки
- артилерійська батарея
- Підрозділ БпАК "Apachi"
- окремі взводи

## Командування
- (2014—2015) підполковник Кузьміних Олег Володимирович
- (2015—2018) полковник Лихман Олександр Вікторович
- (2018-2019) підполковник Мухін Вадим Анатолійович
- (2019-2022) підполковник Маришев Руслан Володимирович
- (2022 по 2024) полковник Циба Владислав Владиславович
- (2024 по 2025) підполковник Левченко Владислав Володимирович
- (2025 по тч.) майор Луців Степан Романович

## Нагороди
30 грудня 2015 року президент України присвоїв батальйону ім'я Героя України старшого лейтенанта Івана Зубкова.
17 листопада 2022 року 90 окремий аеромобільний батальйон імені Героя України старшого лейтенанта Івана Зубкова 81 окремої аеромобільної бригади Десантно-штурмових військ Збройних Сил України указом Президента України Володимира Зеленського відзначений почесною відзнакою «За мужність та відвагу».

## Втрати

### 2014
- Терещенко Андрій 02 грудня 2014
- Чоп Сергій Миколайович, старший солдат, 8 грудня 2014

### 2015
- Гаврилюк Андрій Петрович, старший сержант, 19 січня 2015
- Григор'єв Василь Леонідович, солдат, 19 січня 2015
- Мусієнко Олег Петрович, солдат, 19 січня 2015
- Панченко Олексій Анатолійович, солдат, 19 січня 2015
- Яцина Євген Вікторович, старший солдат, 19 січня 2015
- Алексейчук Владислав Володимирович, молодший сержант, 20 січня 2015
- Гасюк Віталій Аркадійович, солдат, 20 січня 2015
- Франишин Дмитро Юрійович, солдат, 20 січня 2015
- Черниш Олег Сергійович, молодший сержант, 20 січня 2015
- Чупилка Анатолій Михайлович, молодший сержант, 20 січня 2015
- Шевчук Леонід Володимирович, солдат, 20 січня 2015
- Буйлук Анатолій Андрійович, сержант, 20 січня 2015
- Загуба Володимир Миколайович («Лєший»), 20 січня 2015
- Питель Олександр Володимирович, солдат, 20 січня 2015
- Присяжнюк Руслан Анатолійович («Шаман»), солдат, 20 січня 2015
- Зубков Іван Іванович («Краб»), 20 січня 2015
- Зулінський Сергій Миколайович («Зулік»), 20 січня 2015
- Осаулко Юрій Леонідович, старшина, 20 січня 2015
- Кондратюк Олександр Іванович, старший лейтенант, 20 січня 2015
- Марченко Іван Миколайович, солдат, 20 січня 2015
- Марченко Олексій Володимирович, сержант, 20 січня 2015
- Білик Ігор Вікторович, солдат, 21 січня 2015
- Брановицький Ігор Євгенович, солдат, 21 січня 2015
- Коношенко Руслан Сергійович («Поет»), 21 січня 2015
- Горбенко Андрій Степанович, сержант, 19 лютого 2015
- Кревогубець Ярослав Іванович, солдат, 22 лютого 2015
- Батенко Олександр Іванович, солдат, 26 лютого 2015
- Биков Олег Володимирович, солдат, 26 лютого 2015
- Гнатюк Володимир Володимирович, старший солдат, 26 лютого 2015
- Ридзанич Максим Володимирович («Адам»), старшина, 20 березня 2015
- Яцун Олександр Васильович, солдат, 19 квітня 2015

### 2016
- Аврамчук Віктор Вікторович, солдат, 10 січня 2016
- Афанас Олег Андрійович, 23 квітня 2016, старший солдат
- Балковий Олександр Анатолійович, солдат, 26 січня 2016
- Бірюков Олександр Степанович, старший сержант, 23 травня 2016
- Довбня Олег Олександрович, солдат, 25 березня 2016
- Єфремов Дмитро Сергійович, солдат, 22 травня 2016
- Кабушка Мирослав Олексійович («Киця»), старший солдат, 14 квітня 2016
- Лініченко Віталій Васильович, сержант, 7 вересня 2016 (небойова втрата, Костянтинівка)[6]
- Смільницький Андрій Ярославович, старший солдат, 23 травня 2016
- Циклаурі Ревазо Шотаєвич, солдат, 29 квітня 2016
- Шестопал Віталій, 1 серпня 2016 (серцевий напад, Скадовськ)[7]

### 2017
- Максюков В'ячеслав Леонідович («Друїд»), молодший сержант, 18 лютого 2017 (полігон, Житомир)[8]
- Чипенко Ростислав Анатолійович, молодший сержант, 8 травня 2017
- Білогубко Микола Миколаєвич

### 2022
- 7 березня 2022 - Бубельцов Максим, старший солдат
- 16 березня 2022 - Павлік Руслан Юрійович, старший солдат
- 31 березня 2022 - Баб’як Володимир. Молодший сержант, старший оператор протитанкового відділення взводу вогневої підтримки аеромобільної десантної роти. Загинув біля села Богородичне на Донеччині[9].
- 14 травня 2022 - Косенко Віталій Федорович, старший солдат
- Кулик Сергій Володимирович, навідник-оператор, 2 відділення 2 аеромобільного десантного взводу 2 аеромобільної десантної роти, старший солдат. Загинув внаслідок ворожого артилерійського та ракетного обстрілів біля с. Богородичне Донецької області[10]
- 17 червня 2022 - Карплюк Володимир, рота вогневої підтримки солдат
- 19 червня 2022 - Грибан Олег, рота вогневої підтримки солдат
- 13-14 листопада 2022 - Холодов Андрій, рота вогневої підтримки старший солдат

- 29 червня 2022 - Соколовський Сергій Олегович, рота вогневої підтримки, солдат
- 6 листопада 2022 - Кордюков Володимир, рота вогневої підтримки, солдат
- 7 листопада 2022 - Дубровний Василь Дмитрович, рота вогневої підтримки, старший солдат

### 2023
- Артклебер Андрій Володимирович, стрілець-помічник гранатометника, загинув 17 січня 2023 року у Луганській області[11]
- Шелудько Віктор Григорович, гранатометник  2 відділення 2 взводу 3 аеромобільної роти. Загинув 2 травня 2023 року поблизу населеного пункту Білогорівка Луганської області[12].